# Dmitri Bykov
Dmitri Lvóvich Býkov (a veces su apellido aparece transcrito como Bíkov; en ruso: Дми́трий Льво́вич Бы́ков; 20 de diciembre de 1967, Moscú) es un prolífico prosista, poeta y ensayista ruso.

## Biografía
Hijo de Lev Moiséyevich Zilbertrud y de la maestra de literatura rusa Natalia Iósifovna Býkova, Dmitri cambió su apellido paterno por el materno luego que su padre los abandonara. Estudió periodismo de la Universidad Estatal de Moscú, hizo el servicio militar y después se casó con la también escritora Irina Lukiánova, con la que tiene dos hijos. 
A partir de 1985 trabaja en Sobesédnik y colabora en la televisión, en la radio Eco de Moscú y en diversos periódicos y revistas, como Ogoniok, Prófil, Nóvaya Gazeta, Konservátor; enseña lengua y literatura rusas en la universidad y en la secundaria. 
Miembro de la Unión de Escritores desde 1991, es, como lo testimonian los numerosos premios que ha recibido, una figura clave de la literatura rusa actual.

## Premios
- Premio ABS 2004 por Ortografía
- Premio Booker Estudiantil 2005 por El encargado de la evacuación
- Premio Best-seller Nacional 2006 por Borís Pasternak, la biografía del poeta Borís Pasternak
- Premio ABS 2006 por El encargado de la evacuación
- Premio Caracol de Bronce 2006 por El encargado de la evacuación
- Premio Gran Libro 2006 por Borís Pasternak
- Premio ABS 2007 por ZhD
- Premio Caracol de Bronce 2009 por Los amortizados
- Premio Best-seller Nacional 2011, Premio Gran Libro 2011 tercer puesto por Ostrómov, o El aprendiz del hechicero

## Obras escogidas

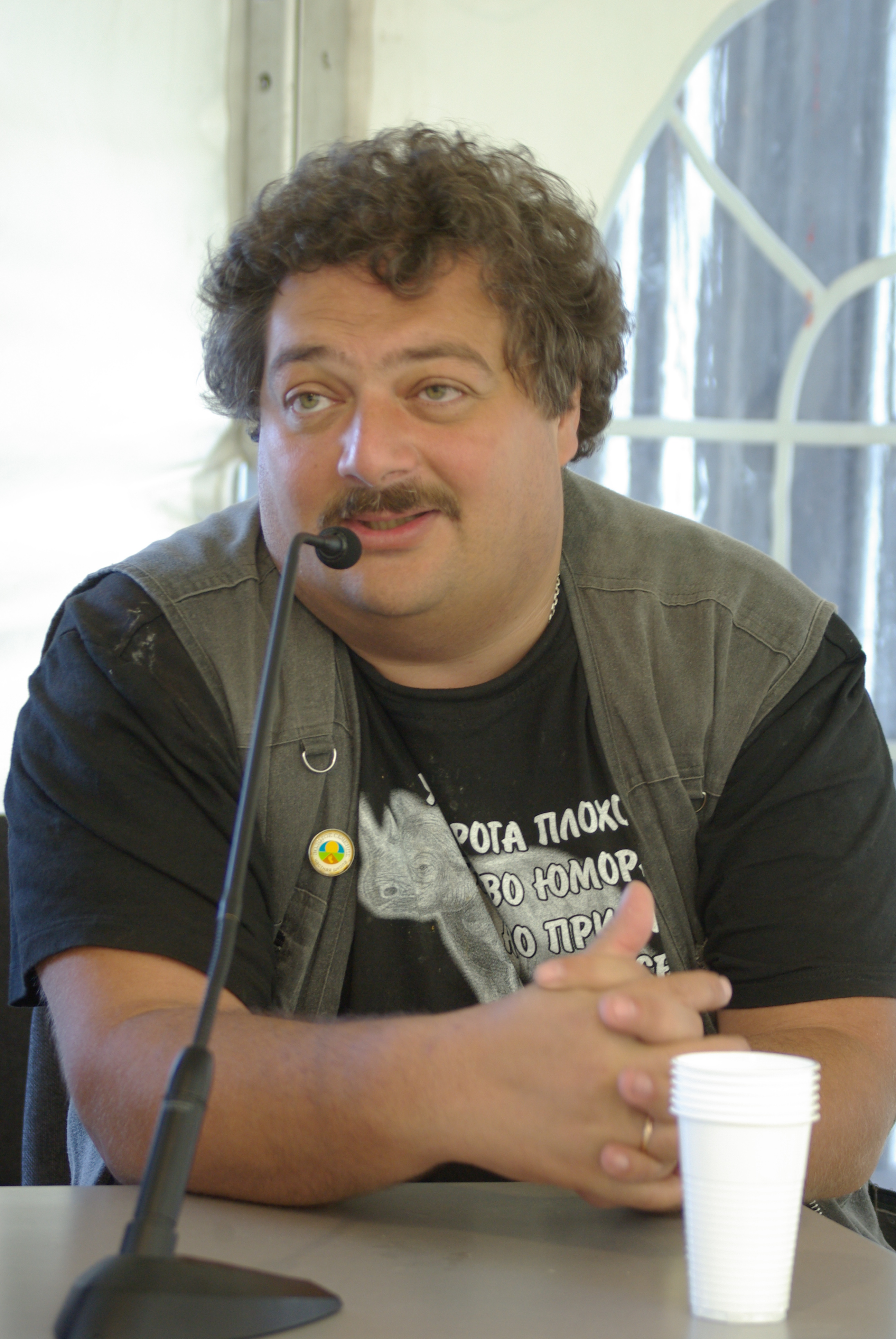
Býkov en la 5ª Feria Internacional del Libro de Moscú, 2010

### Novelas
- Justificación («Оправдание», 2001)
- Ortografía («Орфография», 2003) Premio ABS
- Borís Pasternak («Борис Пастернак», 2005), biografía, Premio Best-seller Nacional, Premio Gran Libro
- En el mundo de los animales: Un libro infantil para adultos, libro adulto para niños (con su esposa Irina Lukiánova) («В мире животиков. Детская книга для взрослых, взрослая книга для детей», 2005)
- Cómo Putin se hizo presidente de EE.UU: Nuevos cuentos de hada rusos («Как Путин стал президентом США: новые русские сказки», 2005)
- Verdad (con Maxim Chertánov) («Правда», 2005)
- El encargado de la evacuación («Эвакуатор», 2005) Premio ABS, Premio Booker estudiantil, Premio Caracol de Bronce
- ZhD («ЖД», 2006) Premio ABS. Las iniciales que llevan por título esta novela se prestan a diversos desciframientos y, por lo tanto, interpretaciones: Almas vivas (Zhivíye dushi) en contraposicón a las famosas Almas muertas de Gógol; Judíos (peyorativo ruso: zhidý) o Vía férrea (Zheléznaya doroga)
- El código Oneguin (con Maxim Chertánov) ("Код Онегина", 2006)
- Los amortizados ("Списанные", 2008) Premio Caracol de Bronce 2009
- Ostrómov, o El aprendiz del hechicero ("Остромов, или Ученик чародея", 2010) Premio Best-seller Nacional 2011
- El decimotercero apóstol. Mayakovski. Tragedia bufa en seis actos. Moscú: Molodaya gvárdiya, 2016 («Тринадцатый апостол. Маяковский». Трагедия-буфф в шести действиях. М., Молодая гвардия, 2016. ISBN 978-5-235-03932-2)
- Junio. Moscú: AST, 2017 («Июнь». М., ACT, 2017. ISBN 978-5-17-092368-7)

### Ensayos
- El libertinaje del trabajo («Блуд труда», 2003)
- Crónicas de la guerra próxima («Хроники ближайшей войны», 2005)
- En lugar de la vida («Вместо жизни», 2006)
- En un vacío («На пустом месте», 2008)

### Poesía
- Declaración de independencia ("Декларация независимости", 1992)
- Epístola a un joven ("Послание к юноше", 1994)
- Rebelión militar ("Военный переворот")
- Prórroga ("Отсрочка")
- El último tiempo: versos, poemas, baladas («Последнее время: стихи, поэмы, баллады», 2006)
- Si no. Nuevos versos. Moscú: AST, 2017. («Если нет». Новые стихи. M., ACT, 2017. ISBN 978-5-17-101665-4)